# One Step Beyond Dreams
One Step Beyond Dreams – 7" minialbum greckiego zespołu blackmetalowego Varathron z 1991 roku.

## Lista utworów
1. "Genesis of Apocryphal Desire" - 3:23
2. "Descent of a Prophetic Vision" - 3:09

## Twórcy
- Stephan Necroabyssious - wokal
- Jim Mutilator - gitara basowa
- Jim Necroslaughter - gitara
- Stavros - gitara
- Themis - perkusja